# Waterfall Lake
Waterfall Lake är en sjö i Antarktis. Den ligger i Östantarktis. Australien gör anspråk på området. Waterfall Lake ligger 23 meter över havet. Arean är 0,10 kvadratkilometer.  Den sträcker sig 0,3 kilometer i nord-sydlig riktning, och 0,9 kilometer i öst-västlig riktning.